# 张济新
张济新（1874年—1952年），旧名鼎銘，字庶詢，盛京将军管辖区奉天府铁岭县人，中华民国政治人物、书法家。

## 生平
张济新是清朝的拔贡。1918年（民国7年），他任浙江省会稽道尹，任至1926年（民国15年）。此后，张济新任张作霖沈阳大帅府总务处长，并兼作张学良的老师。1927年（民国16年）9月24日，张济新任京兆尹，就是北洋政府最後一任京兆尹。1928年6月3日晚，与国民党北伐军作战失利的张作霖从北京前门东车站乘火车返回沈阳时，张济新与之同行。次日火车在沈阳郊外皇姑屯遇炸，张作霖伤重而死，张济新幸免于难。
1929年（民国18年），张济新任东北政务委员会总务厅厅长。1931年（民国20年）1月31日，他调任山西省政府委员兼财政厅厅长。5月4日，他兼任财政部张多关监督。“九一八事变”之后，张济新在北平德胜门内开办东北难民营，遇有难民求助，就赠送书法一幅，让难民拿去换钱用。10月3日，他被免山西省的各职，但此后他历任行政院驻北平政务整理委员会委员、华北建设讨论委员会委员。
1940年（民国29年）7月22日，张济新任汪精卫政权考试院参事，但同年9月7日被免。张济新曾为北平和平解放做过贡献，新中国成立后，受聘为中央文史研究馆馆员。他1952年去世，周恩来总理委托章士钊为他料理了后事。
张济新是书法名家，北京的奉天会馆和东北义园匾额皆出其手笔。